# Fédération européenne des journalistes
Pour les articles homonymes, voir FEJ.
La Fédération européenne des journalistes (FEJ, (en) European Federation of Journalists (EFJ)) est la fédération professionnelle représentative des journalistes en Europe. Elle est affiliée à la Confédération européenne des syndicats. Elle est la principale organisation régionale de la Fédération internationale des journalistes (FIJ). Son siège est à Bruxelles.
La FEJ est la plus vaste organisation de journalistes en Europe: elle fédère 61 organisations de journalistes dans 40 pays, représentant globalement 320.000 journalistes.
La FEJ a été instituée, dès 1994, dans le cadre des statuts de la FIJ pour représenter les intérêts des syndicats et associations de journalistes établis en Europe. Depuis février 2013, la FEJ est enregistrée en tant qu'association internationale sans but lucratif (AISBL).
La FEJ, avec ses syndicats affiliés et des associations professionnelles fortes, se bat pour les droits sociaux et professionnels des journalistes qui travaillent dans différents secteurs des médias en Europe.
La FEJ promeut et défend les droits à la liberté d'expression et d'information tels que garantis par l'article 10 de la Convention européenne des droits de l'homme.
La FEJ aide ses affiliés à promouvoir le développement syndical, recruter de nouveaux membres, et cherche à maintenir ou créer des environnements médiatiques dans lesquels la qualité, l'indépendance journalistique, le pluralisme, les valeurs de service public, et le travail décent puissent exister.
La FEJ est reconnue par l'Union européenne, le Conseil de l'Europe et la Confédération européenne des syndicats comme la voix représentative des journalistes en Europe. La Fédération est inscrite au registre de transparence de l'UE (n ° 27471236588 à 39).
La FEJ a son siège à Bruxelles, en Belgique. Elle est dirigée par son secrétaire général, l'Espagnol Ricardo Gutiérrez, sous l'autorité d'un Conseil de direction présidé par le Danois Mogens Blicher Bjerregård.